# Dicranomyia insularis
Dicranomyia insularis är en tvåvingeart som beskrevs av Josef Mik 1881. Dicranomyia insularis ingår i släktet Dicranomyia och familjen småharkrankar. Inga underarter finns listade i Catalogue of Life.